# Frangula rupestris
Frangula rupestris là một loài thực vật có hoa trong họ Táo. Loài này được Schur mô tả khoa học đầu tiên năm 1866.

## Hình ảnh

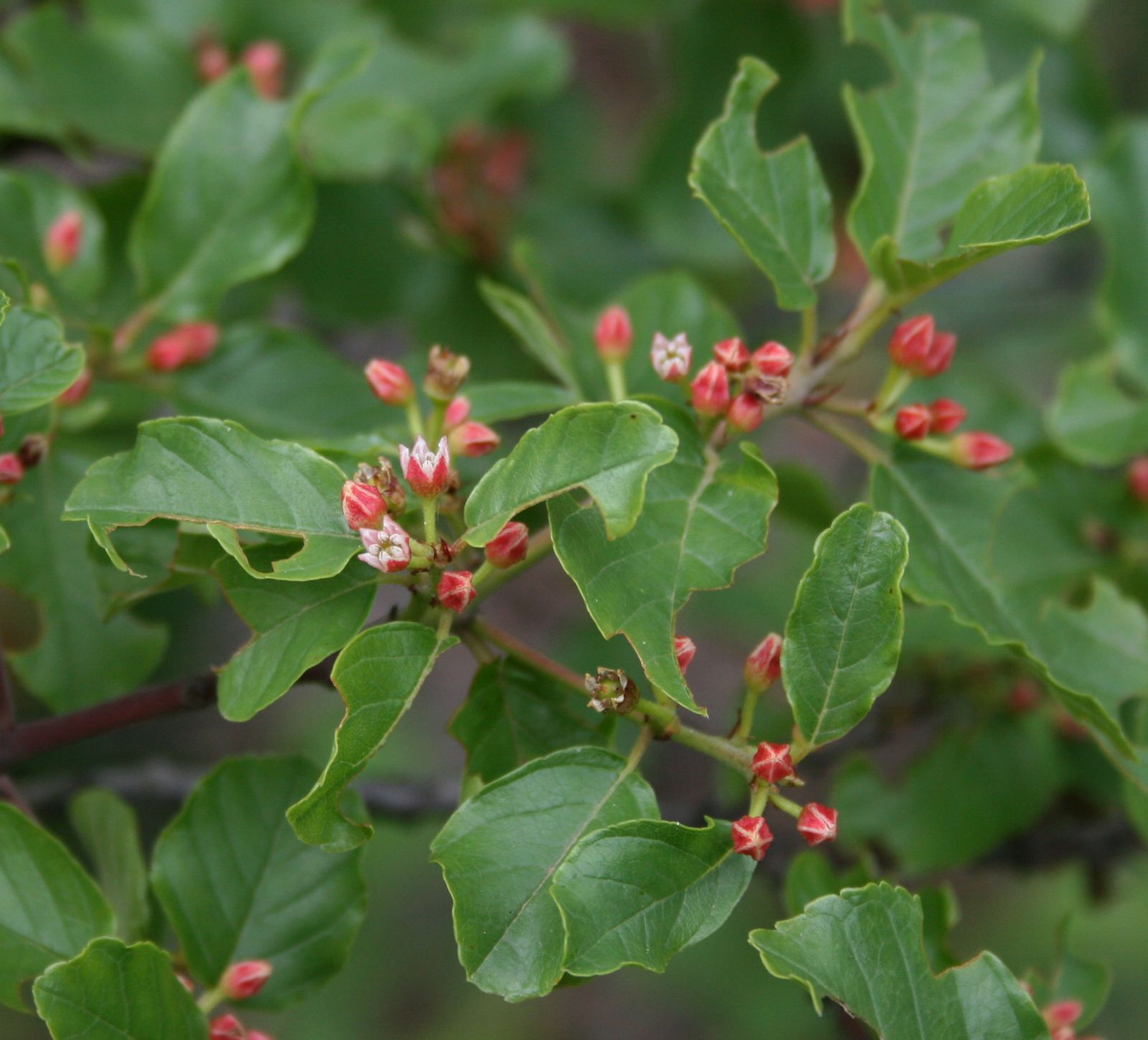